# 大阪府立松原高等学校
大阪府立松原高等学校（おおさかふりつ まつばらこうとうがっこう）は、大阪府松原市三宅東三丁目に所在する公立の高等学校。

## 概要
全日制の総合学科を設置する高等学校である。1974年に全日制普通科高校として開校した。その後1996年には総合学科に改編した。
選択科目として160以上の講座を開講し、国際交流・福祉・保育・情報・スポーツ・工業系・地球環境などに関する科目が開設されている。進路希望や興味・関心にあわせて科目を選択するシステムになっている。
知的障害を持つ生徒を対象とした自立支援コースを設置している。同校では1978年度より、知的障害を持つ生徒について、同校の学籍は持たないものの教育活動に参加する「準高生」として交流登校を受け入れてきた経緯がある。その教育実践を発展させる形で2006年度より自立支援コースを設置して、同校に学籍を持つ生徒として正式に受け入れている。

## 沿革
1973年3月に開校の予算が大阪府議会で可決され、同年4月には大阪府教育委員会事務局内の開校準備室で準備業務が開始された。1973年8月より校舎の第1期工事が着工された。
大阪府条例により1974年1月1日付で大阪府立松原高等学校が設置され、1974年4月1日に全日制普通科高等学校として開校した。
1996年には総合学科への改編がおこなわれた。総合学科の設置は、大阪府内の公立高等学校としては初めての事例となっている。

### 年表
- 1974年4月1日 - 開校。全日制普通科を設置。
- 1975年6月30日 - 体育館・プール工事竣工
- 1991年 - 自由選択講座制導入
- 1994年 - 総合選択制導入
- 1993年1月18日 - 障害者生徒のため、バリアフリー用エレベーター工事竣工
- 1996年4月1日 - 普通科から改編、総合学科高校としてスタート。学区は府内全域となる
- 1997年 - ベトナムのボーミンドク高校と姉妹校提携
- 2002年4月1日 - 2学期制導入。文部科学省の人権教育総合推進地域事業の指定校となる
- 2006年4月1日 - 軽度知的障害自立支援コース導入

## 交通
- 近鉄バス 三宅東口バス停または別所西口バス停
- 近鉄南大阪線河内松原駅 北へ約2.5km

## 出身者
- 金谷元気 - 実業家
- 永田まり - タレント
- ムラコ（サミットクラブ）[4] - お笑い芸人